# آرامگاه بابا افضل

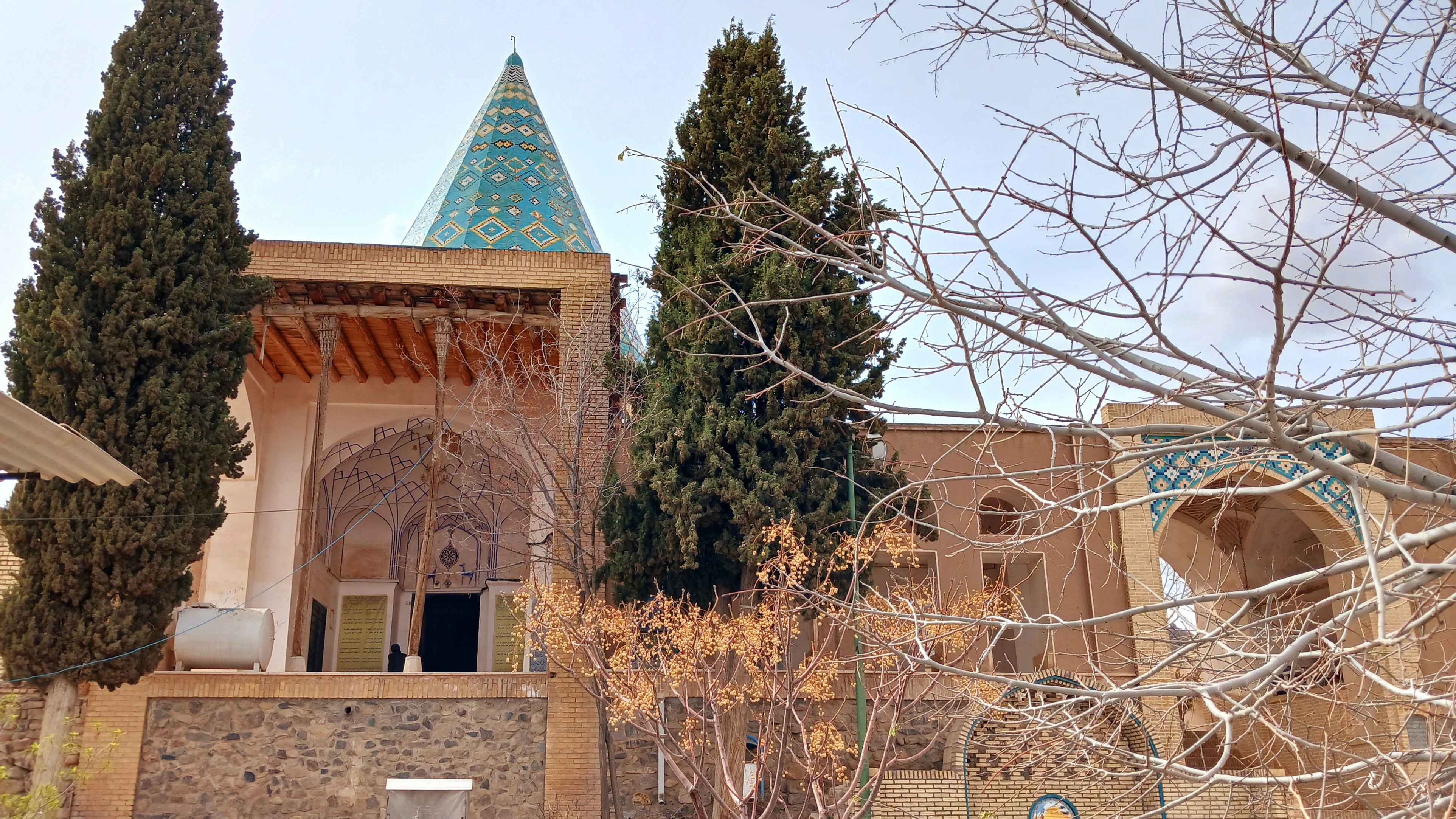

بقعه بابا افضل مربوط به دوره ایلخانی است و در کاشان، بخش برزک ـ روستای مرق واقع شده و این اثر در تاریخ ۲ اسفند ۱۳۲۷ با شمارهٔ ثبت ۳۷۳ به‌عنوان یکی از آثار ملی ایران به ثبت رسیده است.

## نگارخانه

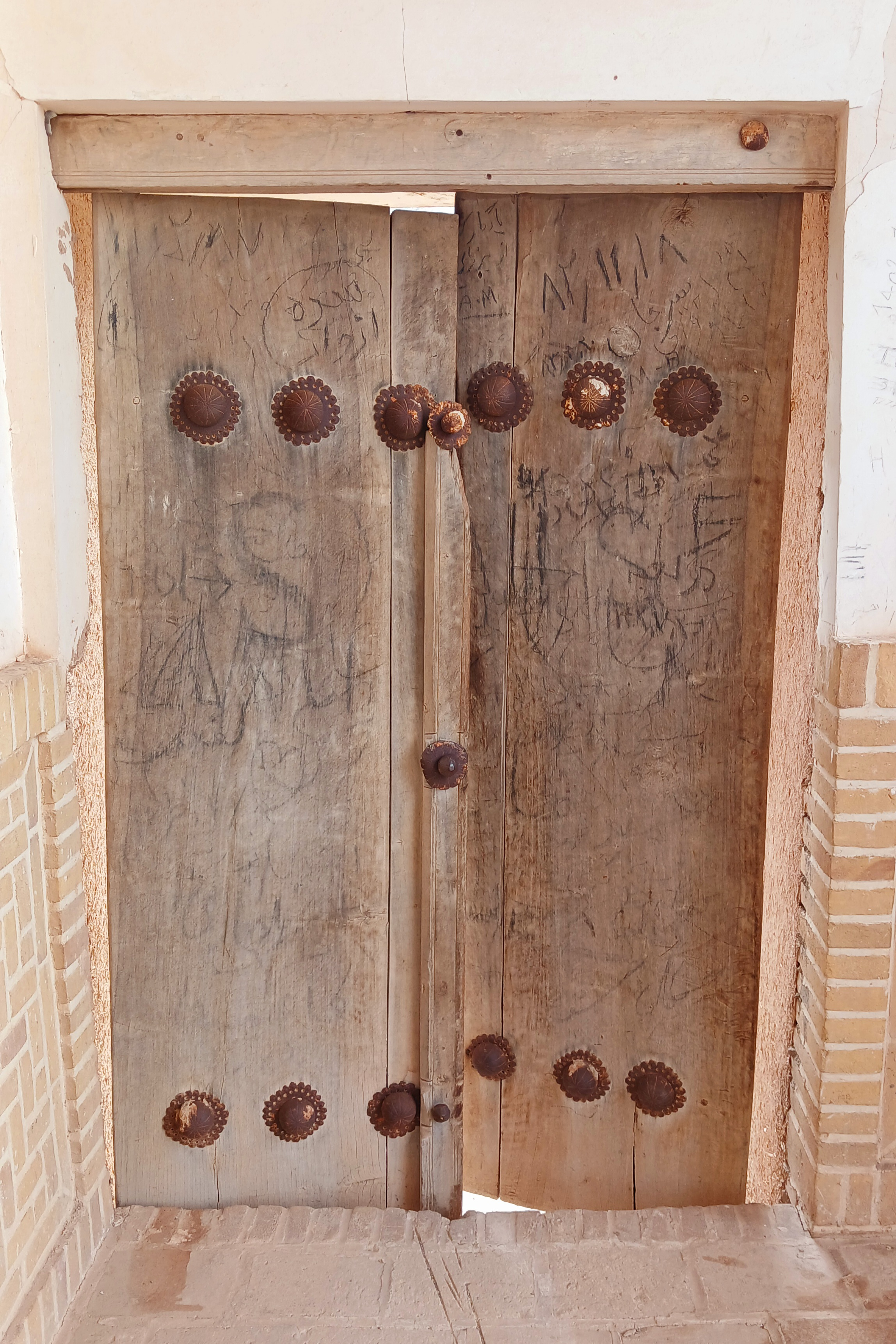
دری قدیمی در آرامگاه
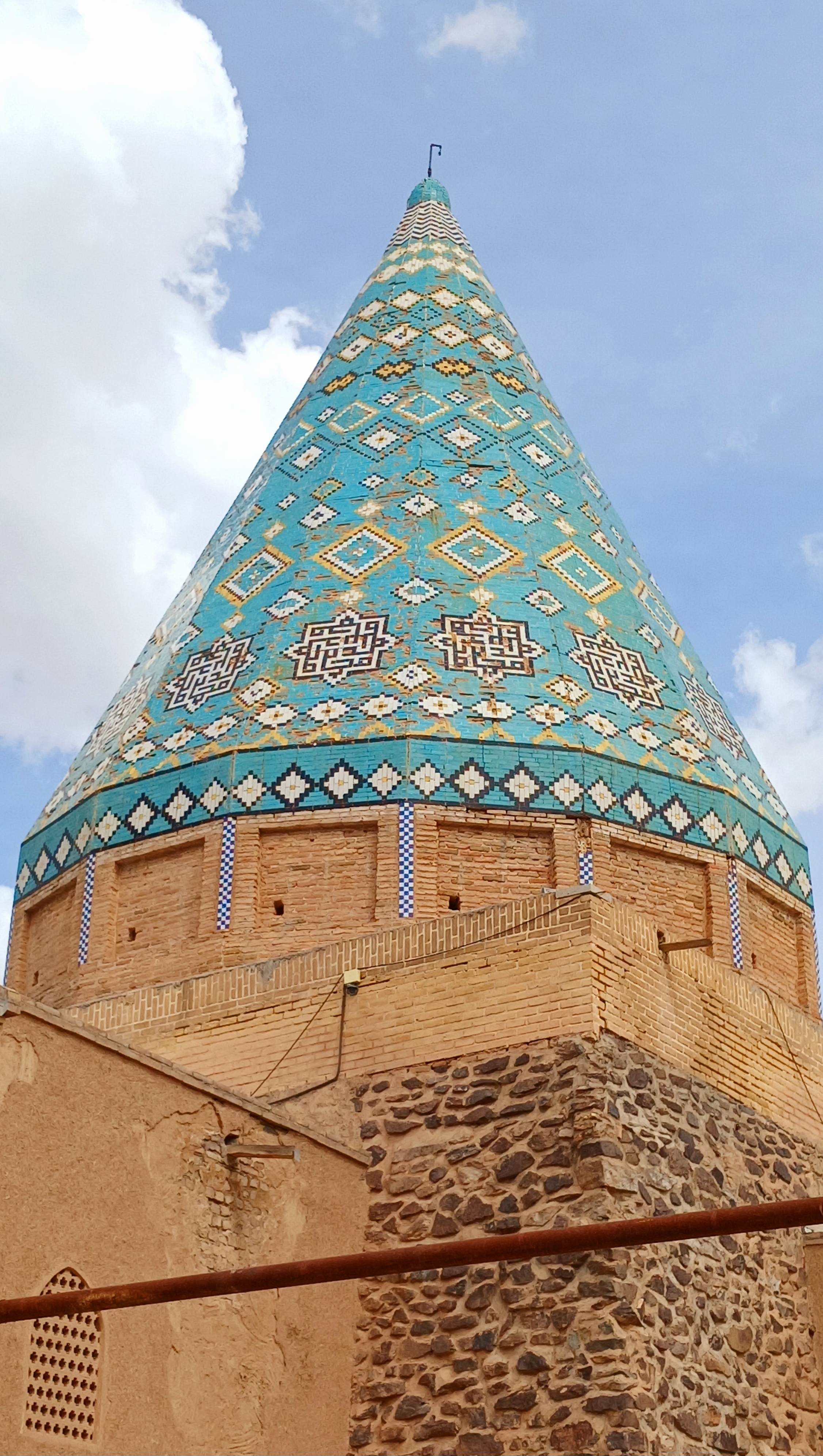
گنبد رک و زیبای آرامگاه
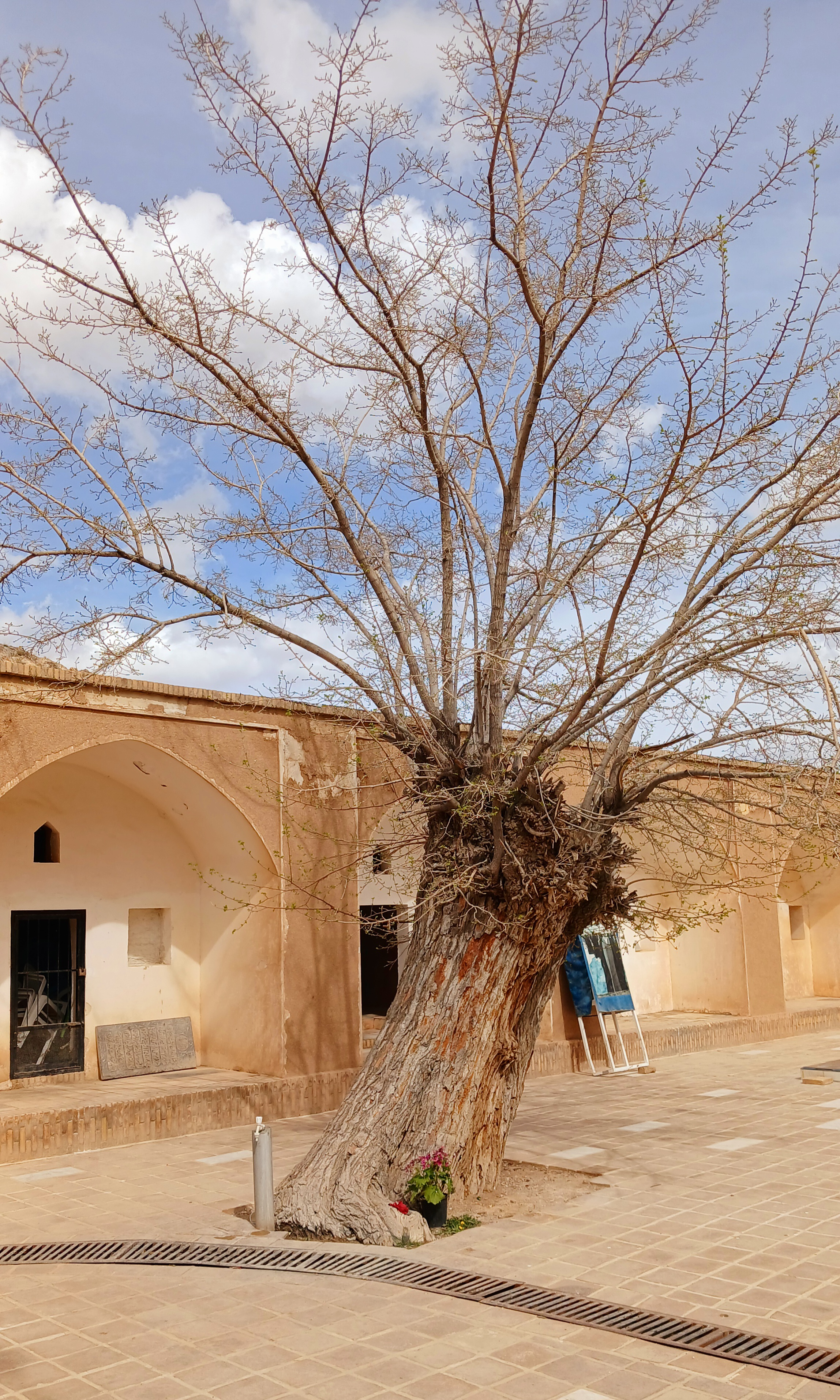
درختی قدیمی در حیاط آرامگاه
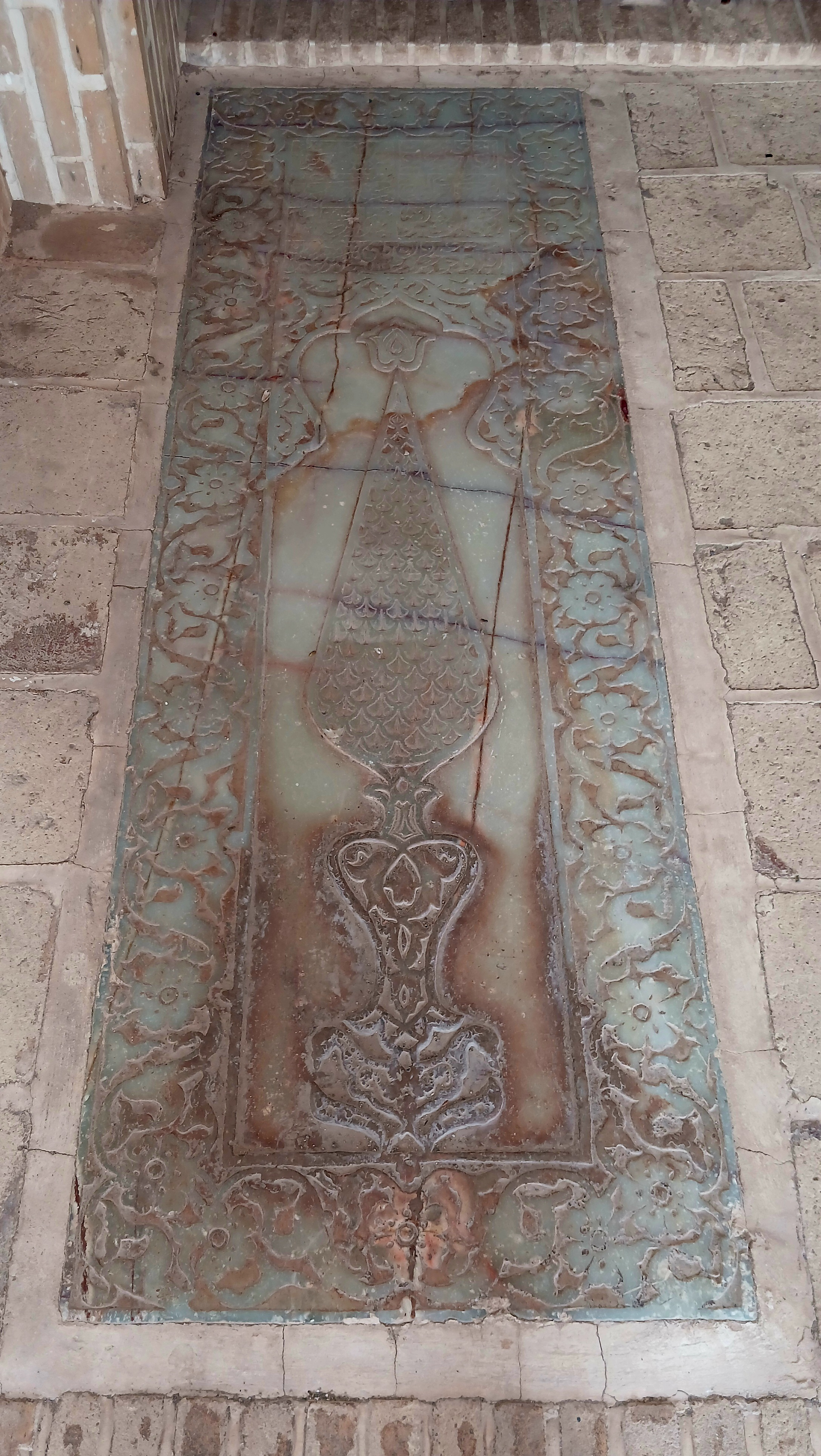
یک سنگ مزار قدیمی در جلوی ورودی آرامگاه که نشان درخت سرو برروی آن بخوبی مشاهده می شود
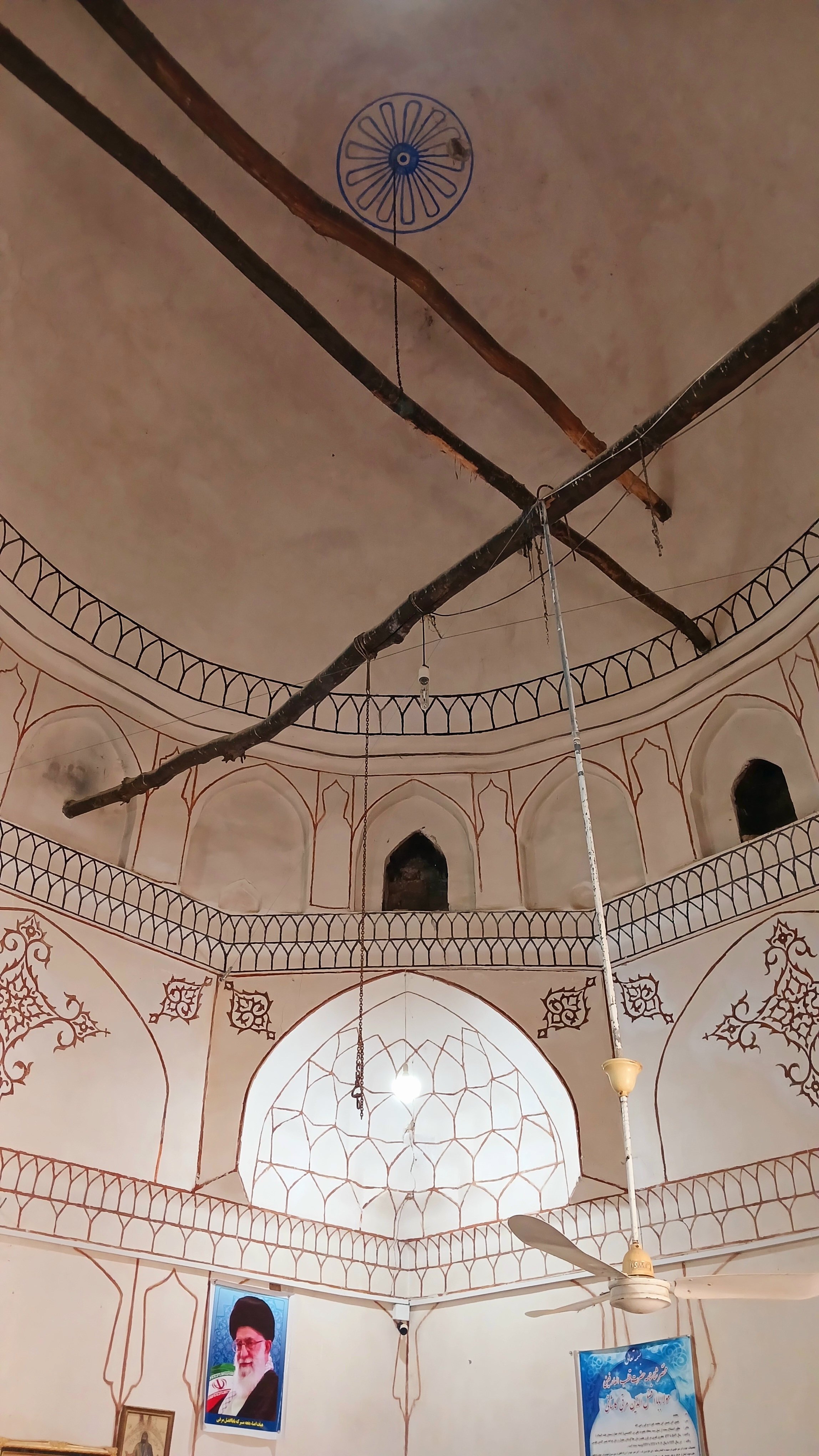
درون آرامگاه
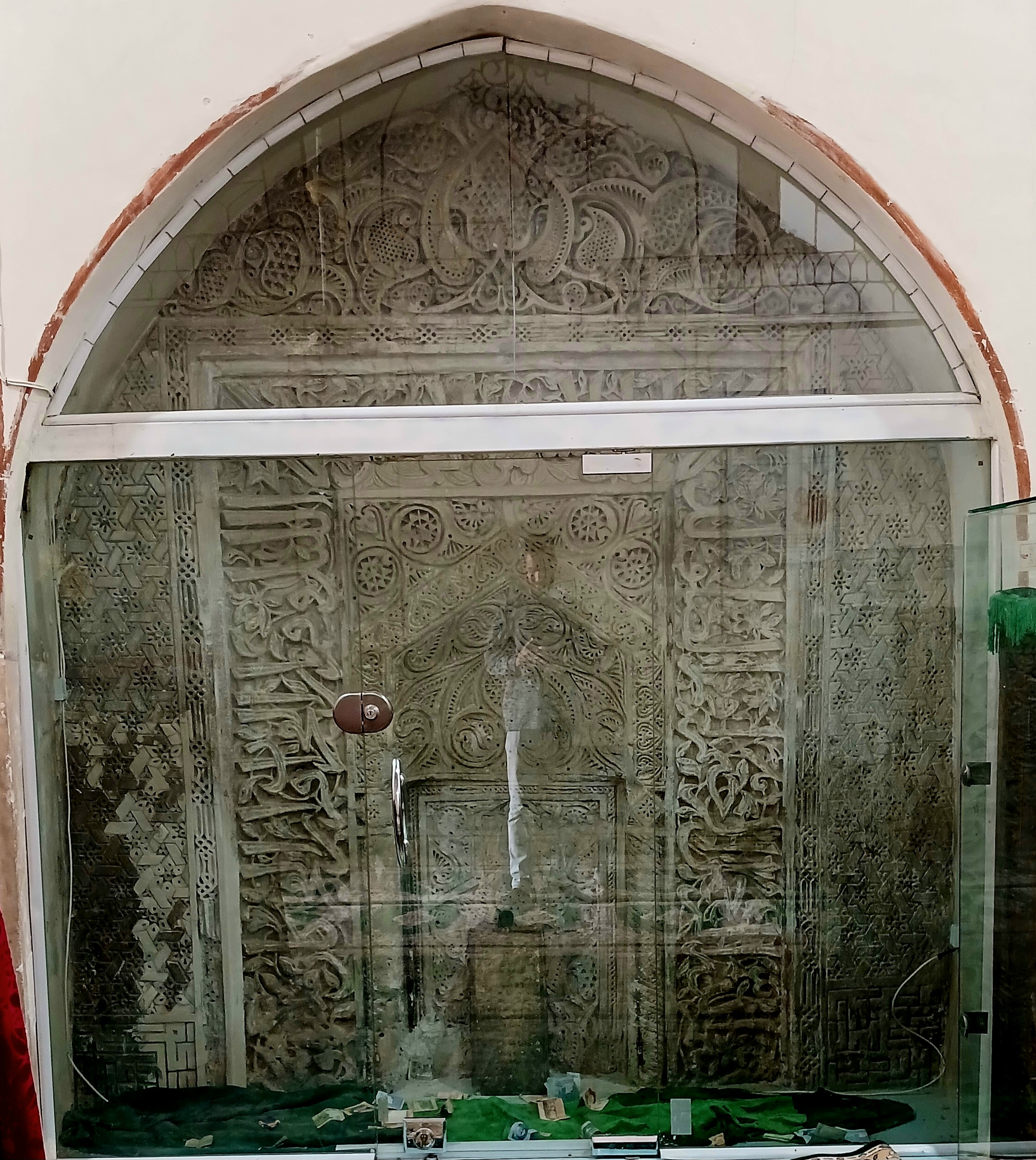
محراب تاریخی و فوق العاده زیبای آرامگاه
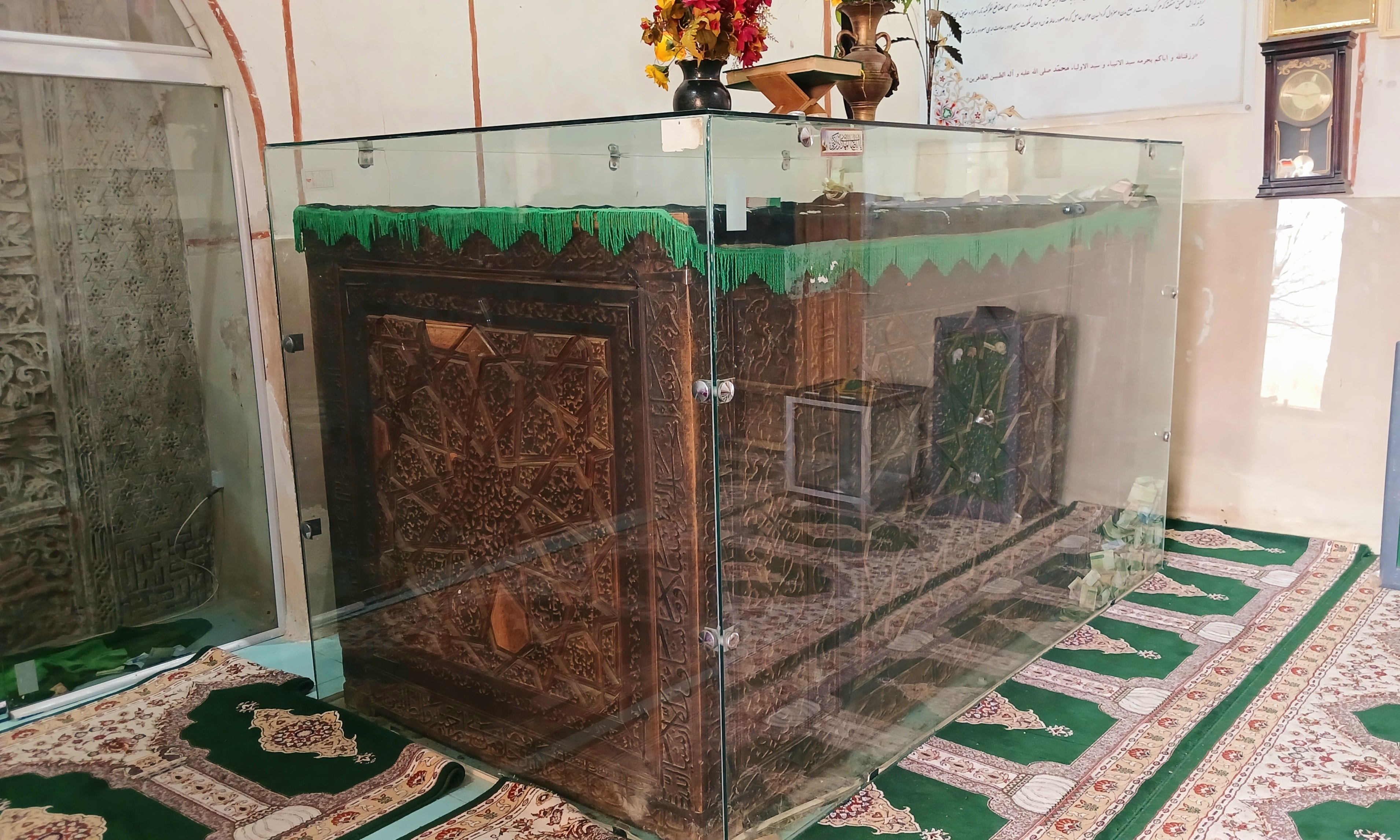
صندوق چوبی مزار بابا افضل که هنر زیبای منبت‌کاری چوب برروی آن، به زیبایی تمام انجام شده است
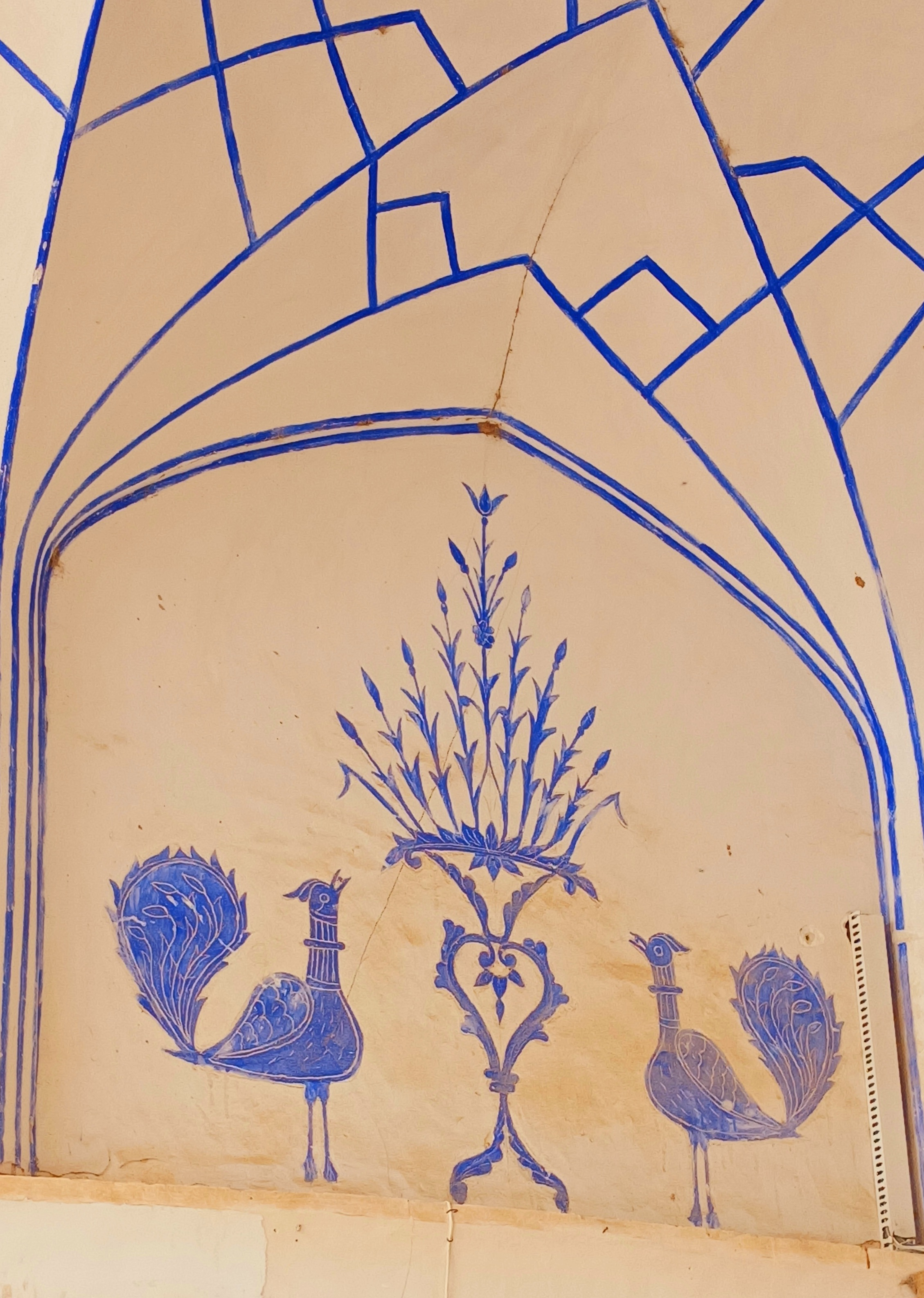
نقاشی زیبای دو طاووس بر دیوار آرامگاه
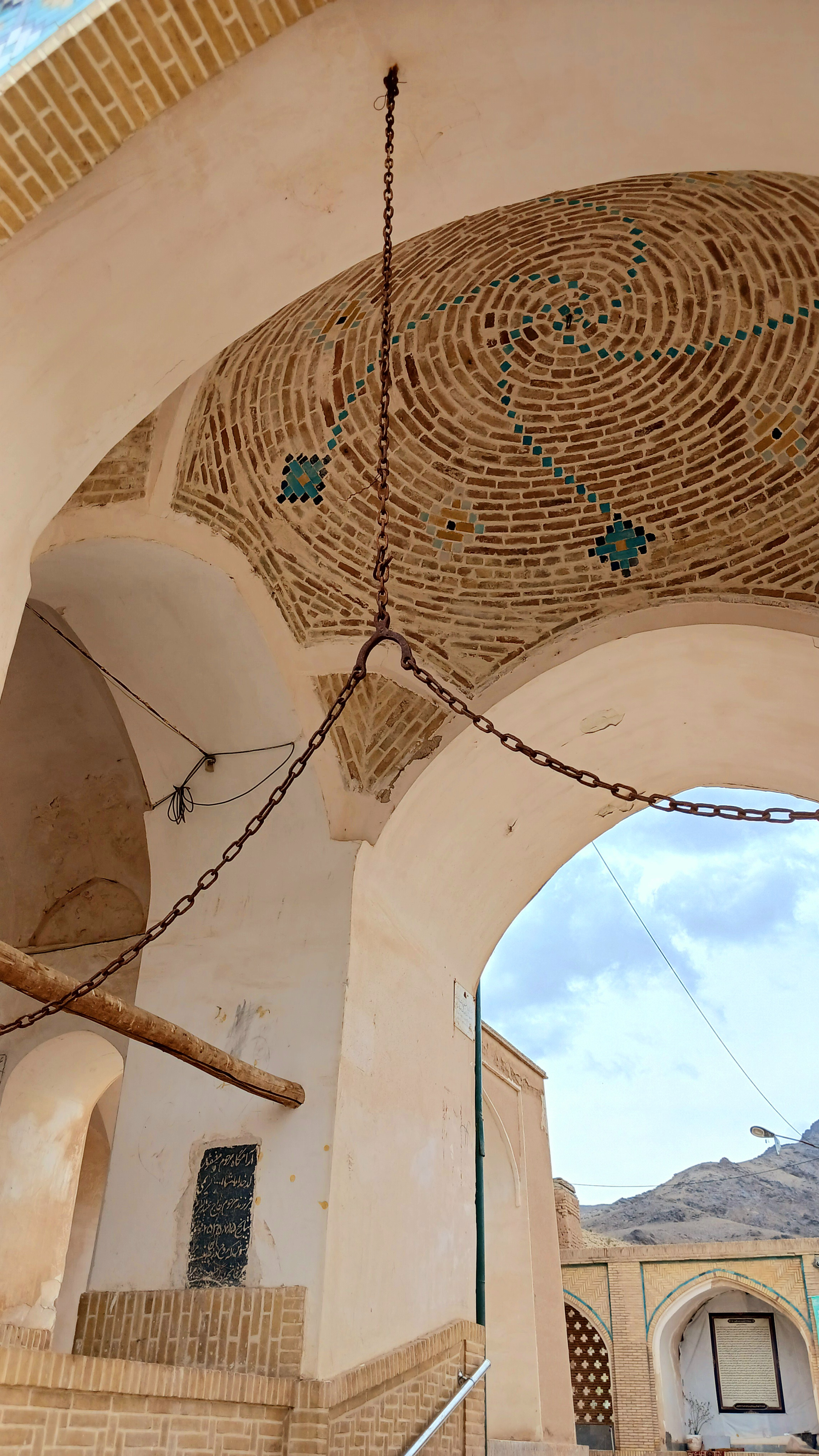
زنجیر بست‌نشینی در بالای ورودی مجموعۀ آرامگاه